# Boris Pietrowski
Borys Wasiljewicz Pietrowski (ros. Бори́с Васи́льевич Петро́вский, ur. 27 czerwca 1908 w Jessentukach, zm. 4 maja 2004 w Moskwie) – radziecki chirurg, minister zdrowia ZSRR (1965–1980), Bohater Pracy Socjalistycznej (1968).

## Życiorys
W latach 1916–1924 uczył się w szkole 2 stopnia w Kisłowodzku, potem pracował w stacji dezynfekcyjnej w Kisłowodzku, skończył kursy buchalteryjne, stenograficzne i sanitarne. W 1930 ukończył studia na Wydziale Medycznym Moskiewskiego Uniwersytetu Państwowego im. Łomonosowa, od 1932 był pracownikiem naukowym Moskiewskiego Instytutu Onkologicznego i Kliniki Chirurgii Ogólnej przy Wydziale Medycznym Moskiewskiego Uniwersytetu Państwowego, 1937 obronił pracę kandydacką w dziedzinie medycyny, w 1938 został starszym pracownikiem naukowym (docentem). Podczas wojny ZSRR z Finlandią 1939–1940 był głównym chirurgiem i zastępcą szefa szpitala polowego armii frontowej, a podczas wojny ZSRR z Niemcami (1941–1944) głównym chirurgiem ewakuującej się i działającej na froncie armii, następnie 1944–1945 wykładał chirurgię w Akademii Wojskowo-Medycznej im. Kirowa w Leningradzie. Od 1947 doktor nauk medycznych, 1948-1949 profesor katedry chirurgii ogólnej 2 Moskiewskiego Instytutu Medycznego, a 1951–1956 kierownik tej katedry; jednocześnie 1953–1956 główny chirurg 4 Głównego Zarządu Ministerstwa Ochrony Zdrowia ZSRR. W latach 1949–1951 dyrektor katedry chirurgii szpitalnej i kierownik kliniki chirurgicznej Uniwersytetu Budapesztańskiego. Od 1956 kierował katedrą chirurgii szpitalnej 1 Moskiewskiego Instytutu Medycznego; w 1963 został (pozostając jednocześnie na poprzedniej funkcji) dyrektorem Ogólnozwiązkowego Naukowo-Badawczego Instytutu Chirurgii Klinicznej i Eksperymentalnej. Od września 1965 do grudnia 1980 pełnił stanowisko ministra zdrowia ZSRR, od 29 marca 1966 do 23 lutego 1981 był zastępcą członka KC KPZR (członek partii od 1942). Deputowany do Rady Najwyższej ZSRR (1962–1984).
W pracy naukowej zajmował się patofizjologią chirurgiczną, przeszczepami narządów (zwłaszcza nerek), operacjami serca i śródpiersia. Był m.in. autorem Chirurgija sriedostienija (1960). W 1957 został członkiem Akademii Nauk Medycznych ZSRR, a w 1966 Akademii Nauk ZSRR; od 1974 był również członkiem zagranicznym PAN. Został pochowany na Cmentarzu Nowodziewiczym.

## Odznaczenia i nagrody
- Medal Sierp i Młot Bohatera Pracy Socjalistycznej (26 czerwca 1968)
- Order Lenina (czterokrotnie - 11 lutego 1961, 10 grudnia 1965, 26 czerwca 1968 i 26 czerwca 1978)
- Order Świętego Andrzeja (4 czerwca 2003)
- Order Rewolucji Październikowej (1971)
- Order „Za zasługi dla Ojczyzny” II klasy (28 maja 1998)
- Order Czerwonego Sztandaru Pracy (24 czerwca 1988)
- Order Wojny Ojczyźnianej II klasy (dwukrotnie - 29 kwietnia 1943 i 11 marca 1985)
- Order Czerwonej Gwiazdy (26 maja 1942)
- Order Przyjaźni Narodów (27 maja 1993)
- Nagroda Leninowska (1960)
- Nagroda Państwowa ZSRR (1971)
- Order Zasługi (Węgierska Republika Ludowa, 1951)
- Order Czerwonego Sztandaru Pracy (Węgry, 1970)
- Order Przyjaźni (Czechosłowacka Republika Socjalistyczna, 1978)
- Krzyż Komandorski Orderu Zasługi Polskiej Rzeczypospolitej Ludowej (1985)

I medale.